# NGC 3644
NGC 3644 = IC 684 ist eine Balken-Spiralgalaxie vom Hubble-Typ SBa im Sternbild Löwe auf der Ekliptik. Sie ist schätzungsweise 314 Millionen Lichtjahre von der Milchstraße entfernt und hat einen Durchmesser von etwa 140.000 Lichtjahren.

Im selben Himmelsareal befinden sich u. a. die Galaxien NGC 3630, NGC 3643, NGC 3647, IC 683.
Die Typ-Ia-Supernova SN 1996V wurde hier beobachtet.
Das Objekt wurde am 22. März 1865 vom deutschen Astronomen Albert Marth entdeckt.